# Nahama
Nahamma, Naama ou Noema est un personnage de la Bible. Fille de Lamech et de Tsillah, elle clôt la filiation de Caïn, étant la seule femme de cette lignée mentionnée par la Genèse.
Le canon biblique ne présente que son nom mais elle apparait dans plusieurs autres récits.

## Première tisserande
Son frère Toubal-Caïn étant réputé le premier forgeron et ses demi-frères Jabal et Jubal respectivement inventeurs du pastoralisme et de la musique, on a attribué à Nahamma l'invention de la filature et du tissage.

## Épouse de Noé
Dans la tradition juive, Nahamma devient l'épouse de Noé, perpétuant la lignée de Cain après le déluge; par exemple dans le midrash Bereshit Rabba  ou dans les commentaires du rabbin Rachi au XIe siècle.

## Créature démoniaque
La beauté de Nahamma (Naama signifie plaisant, agréable) était exceptionnelle. Elle est avec Agrat (en), Mahalath (en) et Lilith, l'une des quatre mères des démons. Dans le Zohar elle s'accouple avec les anges déchus Aza et Azazel pour produire des démons. Elle est la concubine de Samaël, gardienne des prostituées.
Elle a une relation incestueuse avec son frère Toubal-Caïn. Cette union engendre le démon Asmodée
.